# 쇠파리속
쇠파리속(Hypoderma)은 쇠파리과에 딸린 한 속이다. 이 속의 파리들은 유충 시절에 소, 순록, 사슴, 말, 양, 염소, 인간, 개, 고양이, 다람쥐, 토끼 등 대부분의 포유동물의 피부 밑을 파고들어가 살을 파먹으며 기생한다.
쇠파리 성체는 털이 많아 뒤영벌처럼 생겼으며 그 털색은 노란 편이다. 성체는 입이 흔적기관이기 때문에 먹이를 먹을 수 없으며, 닷새 정도 사이에 숙주에게 알을 낳고 금방 죽는다.
위도 25도에서 60도 사이의 북반구 전역에서 발견된다.
대표적인 종으로 소에게 주로 기생하는 쇠파리, 순록에게 주로 기생하는 순록파리 등이 있다.

## 같이 보기
- 쇠파리과